# San Defendente
Defendente (Tebe, ... – Agauno, 287 circa) è stato un militare romano, che subì il martirio. È venerato come santo dalla Chiesa cattolica.

## Agiografia
San Defendente fu ucciso sotto l'imperatore romano Massimiano perché si era rifiutato di sacrificare al culto dell'imperatore rinnegando il cristianesimo.
L'uccisione di San Defendente e dei suoi compagni sarebbe avvenuta presso Agauno, non lontano dal Rodano, ove la legione sarebbe stata accampata prima di essere inviata a combattere i Galli in Francia.

## Culto

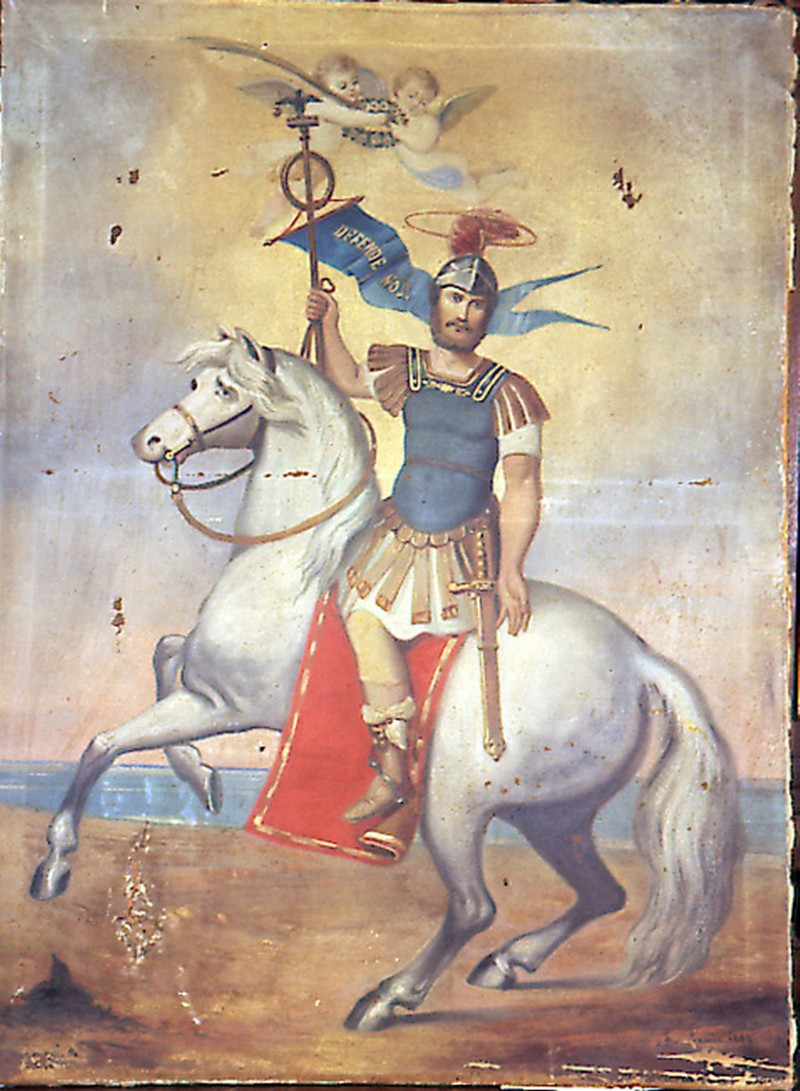
San Defendente a cavallo in un dipinto del 1881 di Marcello Baschenis.

Il culto di san Defendente si diffuse in particolar modo a partire dal XIV secolo e in particolare nell'Italia settentrionale, nelle città di Chivasso, Casale Monferrato, Novara, (Mescia d'Invorio), Lodi, Acqui Terme, Cassinelle e altre. Una diramazione del culto si ebbe anche in Toscana (Poggio all'isola d'Elba e in una chiesa distrutta all'isola di Pianosa).
Diverse località rivendicano le reliquie del Santo nelle proprie chiese, tra cui:
- Cassinelle in provincia di Alessandria
- Cassolnovo in provincia di Pavia
- Gagnone, frazione di Druogno in provincia del Verbano-Cusio-Ossola
- San Martino di Lupari in provincia di Padova

Le rappresentazioni artistiche tipiche vedono san Defendente vestito da militare romano con la palma del martirio in una mano. Veniva invocato contro il pericolo dei lupi e degli incendi.
Defendente, venerato il 2 gennaio, è considerato santo patrono a: 
- Beccara, frazione di Rosazza (provincia di Biella)
- Bigiardi, frazione di Bruzolo (provincia di Torino)
- Bocciolaro, frazione di Cravagliana (VC)
- Bosco, frazione di Cellio con Breia (VC)
- Bottorno, frazione di Balmuccia (VC) (oratorio chiuso al culto)
- Briccarello, frazione di Cortazzone (AT). Chiesa di San Defendente
- Caliogna, frazione di Melazzo (AL)
- Cartiglia, frazione di Borgosesia (VC)
- Cassinelle (AL), copatrono, (festeggiato il secondo lunedì di ottobre)
- Cassolnovo (PV), copatrono (festeggiato il primo fine settimana di luglio)
- Castiglione, frazione di Asti
- Ceresolo, frazione di Laveno-Mombello, (VA)
- Cheggino, frazione di Armeno
- Chuchal, frazione di Fontainemore (AO)
- Cimenasco, borgata di Castagneto Po (TO)
- Colma, frazione di Andorno Micca (BI)
- Elevaz, frazione di Pré-Saint-Didier (AO)
- Franchini, frazione di Altavilla Monferrato (AL)
- Gabiano Monferrato (AL) (AL)
- Mantegna, frazione di Varallo Sesia
- Mescia, frazione di Invorio
- Montemarzo, frazione di Asti
- Monte San Defendente, comune di Perledo, (LC)[1]
- Premolo (BG), copatrono
- Rivò, frazione di Coggiola (BI)
- Romano di Lombardia (BG), festeggiato il 14 settembre con settenario proprio
- Ronago (CO) copatrono
- Ronco, frazione di Pella
- San Defendente, frazione di Cervasca (CN)
- San Defendente, fraz. di Cruppi-Domodossola (VB)
- San Defendente, frazione di Ferrere (AT) (AT)
- San Defendente, frazione di Pavarolo (TO)
- San Defendente, frazione di Roncola (BG)
- Taponaccio, frazione di Cervatto (VC)
- Torre di Bairo (TO) festeggiamenti la 4ª domenica di agosto
- Vallumida, frazione di Montegrosso d'Asti
- Vico Canavese (TO), copatrono
- Valle di Sopra, frazione di Marene (CN)

A san Defendente è inoltre dedicata una cappella nel comune di Vinadio (CN).